# Politechničnyj instytut (stanice metra v Kyjevě)
Politechničnyj instytut (ukrajinsky Політехнічний інститут, v doslovném překladu Polytechnický institut) je stanice kyjevského metra na Svjatošynsko-Brovarské lince.

## Charakteristika
Stanice je trojlodní, kdy pilíře jsou obloženy hnědým mramorem. Obklad celé stanice je z železobetonu a obklad kolejových zdí je z dlaždic.
Stanice má jeden vestibul, vestibul má východ ústící na křižovatku ulice Politechničnyj Provulok s prospektem Peremohy.
Vestibul je s nástupištěm propojen eskalátory.